# Biblioteca Pública de Lugo
La Biblioteca Pública de Lugo es la Biblioteca Pública Provincial de la ciudad de Lugo, Galicia. Forma parte de la Red de Bibliotecas Públicas de Galicia y de la Red de las 53 Bibliotecas Públicas del Estado en España.
Instalada en un edificio de 4207 m², distribuida en cuatro plantas, cuenta con un fondo de 177 826 documentos. Forma parte de la Red de Bibliotecas de Galicia, siendo una biblioteca de titularidad pública estatal y gestión autonómica.

## Historia

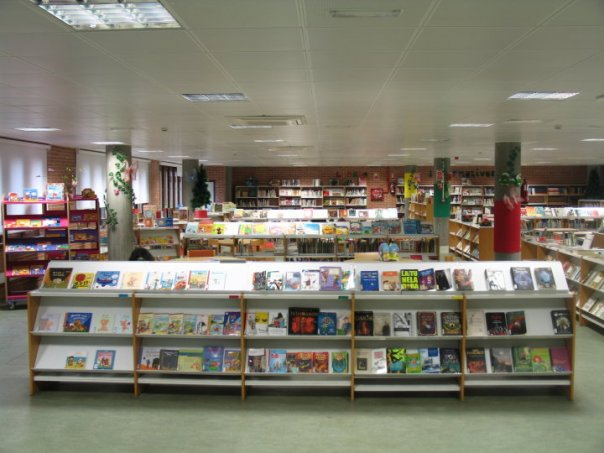
Sala infantil.

La biblioteca tiene su origen en el primer tercio del siglo XIX, formándose a expensas de las bibliotecas de los monasterios de San Julián de Samos y de San Salvador de Villanueva (Lorenzana), además del Convento de San Francisco de Lugo. Su creación oficial como Biblioteca Pública del Estado tuvo lugar en el año 1944.
La biblioteca dispone de un importante fondo bibliográfico antiguo: incunables, manuscritos y libros de los siglos XVI al XIX. Mención especial merecen el fondo bibliográfico donado por Benito Menacho Ulibarri (compuesto por unos 6841 volúmenes) y la biblioteca particular de José Mª Montenegro, adquirida por el Ministerio de Cultura (2414 volúmenes). Ambas colecciones están instaladas en dos salas de la biblioteca, denominadas Sala Menacho y Sala Montenegro.

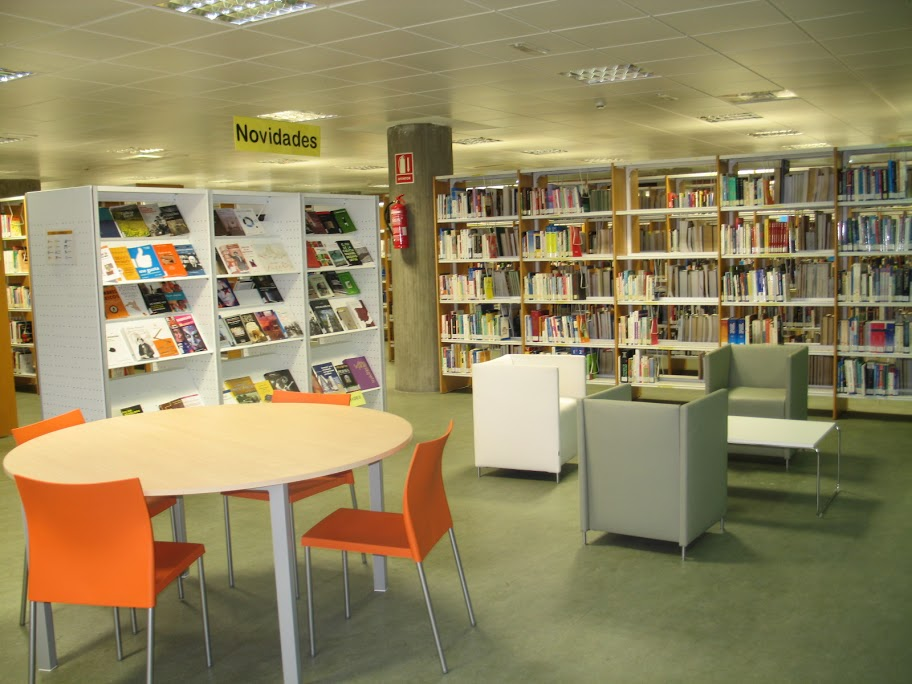
Sala de préstamo.

El edificio actual fue inaugurado el 5 de noviembre de 1987.

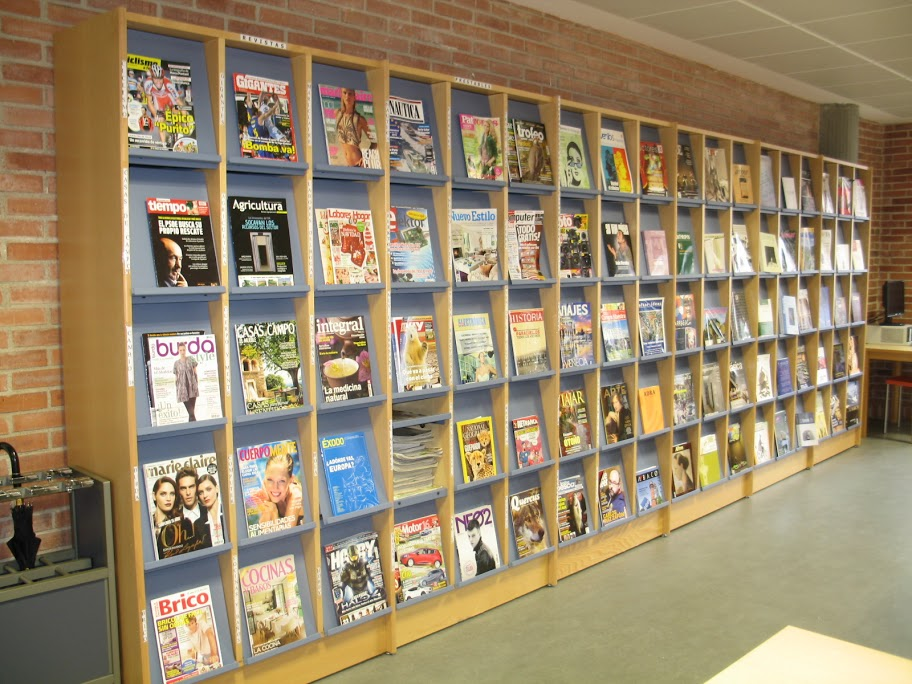
Hemeroteca.

## Servicios
- Información y referencia
- Sala infantil y de adultos

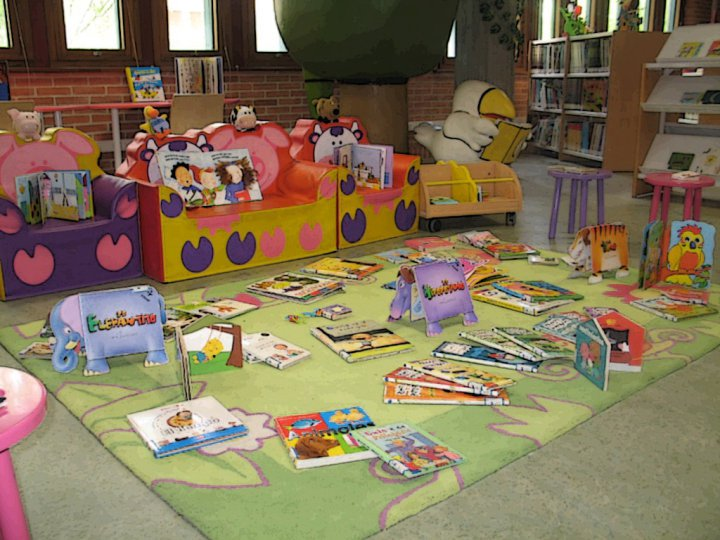
Zona de bebeteca en la sala infantil.

- Préstamo (individual, colectivo e interbibliotecario)
- Consulta en sala
- Autopréstamo
- WiFi y puestos de acceso a internet gratuito
- Hemeroteca
- Comiteca
- Ludoteca
- Bebeteca
- Sala de audiovisuais
- Préstamo de e-readers y ordenadores portátiles
- Actividades y talleres
- Zona de bookcrossing

## Actividades
Durante el año se realizan todo tipo de actividades:
- Animación a la lectura para niños (todos los viernes)
- Clubes de lectura (adultos, infantil y en inglés)
- Programas de visitas escolares y formación de usuarios
- Certámenes literarios (Navidad y Día de las Letras Gallegas)
- Exposiciones
- Cafés filosóficos
- Talleres, charlas y mesas de conversación